# Ryttar-VM 2010
Ryttar-VM 2010 hölls i Lexington, Kentucky, USA från 25 september till 10 oktober 2010. Det var det sjätte samlade Ryttar-VM som anordnades av FEI. 632 stycken ryttare och kuskar från 58 länder gjorde upp om medaljerna i 27 grenar i åtta sporter. Lexington utsågs till arrangörsstad för 2010 års ryttar-VM i december 2005, detta var den första gången som ryttar-VM hölls i en stad utanför Europa. Världsmästerskapet hölls i Kentucky Horse Park som inrymmer stora ridsportanläggningar som används till årliga tävlingar på internationell nivå. Parken är så pass stor att tävlingarna till största del kunde hållas i parken, endast den 16 mil långa banan för distansritten var delvis förlagd utanför parken. Paradressyr gjorde debut som ny sport med 11 grenar, ridsporten är på detta sätt speciell då handikappidrotten är en integrerad del av sporten. I Dressyren dominerade Edward Gal och Moorlands Totilas som tog hem alla tre guldmedaljer. I fälttävlan så inledde Michael Jung på La Biosthetique Sam FBW sin unika trippel som skulle göra honom till samtidig världs, olympisk och europeisk-mästare.

## Grenar
| Dressyr         | Körning     | Distansritt | Fälttävlan  | Banhoppning | Reining     | Voltige            |
| --------------- | ----------- | ----------- | ----------- | ----------- | ----------- | ------------------ |
| Individuell     | Individuell | Individuell | Individuell | Individuell | Individuell | Herrar individuell |
| Individuell kür | Individuell | Individuell | Individuell | Individuell | Individuell | Damer individuell  |
| Lag             | Lag         | Lag         | Lag         | Lag         | Lag         | Lag                |

## Medaljer
Den slutgiltiga medaljfördelningen blev följande:

### Hoppning
| Gren                          | Guld | Guld | Silver | Silver | Brons | Brons |
| ----------------------------- | --- | --- | --- | --- | --- | --- |
| Individuell hoppning detaljer | Philippe Le Jeune Vigo D'Arsouilles | Belgien | Abdullah Al Sharbatly Seldana di Campalto                                                                                             | Saudiarabien | Eric Lamaze Hickstead | Kanada |
| Lag hoppning detaljer         | Tyskland Janne-Friederike Meyer Cellagon Lambrasco Carsten-Otto Nagel Corradina Meredith Michaels-Beerbaum Checkmate Marcus Ehning Plot Blue | Tyskland Janne-Friederike Meyer Cellagon Lambrasco Carsten-Otto Nagel Corradina Meredith Michaels-Beerbaum Checkmate Marcus Ehning Plot Blue | Frankrike Pénélope Leprevost Mylord Carthago Patrice Delaveau Katchine Mail Olivier Guillon Lord De Theize Kevin Staut Silvana De Hus | Frankrike Pénélope Leprevost Mylord Carthago Patrice Delaveau Katchine Mail Olivier Guillon Lord De Theize Kevin Staut Silvana De Hus | Belgien Dirk Demeersman Bufero VH Panishof Judy-Ann Melchoir Cha Cha Z Philippe Le Jeune Vigo D'Arsouilles Jos Lansink Cavalor Valentine Van't Heike | Belgien Dirk Demeersman Bufero VH Panishof Judy-Ann Melchoir Cha Cha Z Philippe Le Jeune Vigo D'Arsouilles Jos Lansink Cavalor Valentine Van't Heike |

### Dressyr
| Gren                         | Guld | Guld | Silver | Silver | Brons | Brons |
| ---------------------------- | --- | --- | --- | --- | --- | --- |
| Individuell dressyr detaljer | Edward Gal Moorlands Totilas | Nederländerna | Laura Bechtolsheimer Mistral Hojris                                                                                                  | Storbritannien | Steffen Peters Ravel | USA |
| Individuell kür detaljer     | Edward Gal Moorlands Totilas | Nederländerna | Laura Bechtolsheimer Mistral Hojris                                                                                                  | Storbritannien | Steffen Peters Ravel | USA |
| Lag dressyr detaljer         | Nederländerna Edward Gal Moorlands Totilas Imke Schellekens-Bartels Hunter Douglas Sunrise Hans Peter Minderhoud Exquis Nadine Adelinde Cornelissen Jerich Parzival | Nederländerna Edward Gal Moorlands Totilas Imke Schellekens-Bartels Hunter Douglas Sunrise Hans Peter Minderhoud Exquis Nadine Adelinde Cornelissen Jerich Parzival | Storbritannien Laura Bechtolsheimer Mistral Hojris Carl Hester Liebling II Fiona Bigwood Wei-Atlantico De Ymas Maria Eilberg Two Sox | Storbritannien Laura Bechtolsheimer Mistral Hojris Carl Hester Liebling II Fiona Bigwood Wei-Atlantico De Ymas Maria Eilberg Two Sox | Tyskland Isabell Werth Warum Nicht FRH Christoph Koschel Donnperignon Matthias Alexander Rath Sterntaler-Unicef Anabel Balkenhol Dablino | Tyskland Isabell Werth Warum Nicht FRH Christoph Koschel Donnperignon Matthias Alexander Rath Sterntaler-Unicef Anabel Balkenhol Dablino |

### Fälttävlan
| Gren                            | Guld | Guld | Silver | Silver | Brons | Brons |
| ------------------------------- | --- | --- | --- | --- | --- | --- |
| Individuell fälttävlan detaljer | Michael Jung La Biosthetique-Sam | Tyskland | William Fox-Pitt Cool Mountain                                                                                               | Storbritannien | Andrew Nicholson Nereo                                                                                                  | Nya Zeeland |
| Lag fälttävlan detaljer         | Storbritannien William Fox-Pitt Cool Mountain Mary King Imperial Cavalier Nicola Wilson Opposition Buzz Kristina Cook Miners Frolic | Storbritannien William Fox-Pitt Cool Mountain Mary King Imperial Cavalier Nicola Wilson Opposition Buzz Kristina Cook Miners Frolic | Kanada Stephanie Rhodes-Bosch Port Authority Selena o'Hanlon Colombo Hawley Bennet-Awad Gin & Juice Kyle Carter Madison Park | Kanada Stephanie Rhodes-Bosch Port Authority Selena o'Hanlon Colombo Hawley Bennet-Awad Gin & Juice Kyle Carter Madison Park | Nya Zeeland Andrew Nicholson Nereo Mark Todd Grass Valley Caroline Powell Mac Macdonald Clarke Johnstone Orient Express | Nya Zeeland Andrew Nicholson Nereo Mark Todd Grass Valley Caroline Powell Mac Macdonald Clarke Johnstone Orient Express |

### Körning
| Gren                         | Guld                                                       | Guld                                                       | Silver                                               | Silver                                               | Brons                                                       | Brons                                                       |
| ---------------------------- | ---------------------------------------------------------- | ---------------------------------------------------------- | ---------------------------------------------------- | ---------------------------------------------------- | ----------------------------------------------------------- | ----------------------------------------------------------- |
| Individuell körning detaljer | Boyd Exell                                                 | Australien                                                 | Ysbrand Chardon                                      | Nederländerna                                        | Tucker S. Johnson                                           | USA                                                         |
| Lag körning detaljer         | Nederländerna Ysbrand Chardon Theo Timmerman Koos De Ronde | Nederländerna Ysbrand Chardon Theo Timmerman Koos De Ronde | USA James Fairclough Tucker S. Johnson Chester Weber | USA James Fairclough Tucker S. Johnson Chester Weber | Tyskland Christoph Sandmann Georg von Stein Ludwig Weinmayr | Tyskland Christoph Sandmann Georg von Stein Ludwig Weinmayr |

### Distansritt
| Gren                             | Guld | Guld | Silver                                                                                             | Silver                                                                                             | Brons                                                                                  | Brons                                                                                  |
| -------------------------------- | --- | --- | -------------------------------------------------------------------------------------------------- | -------------------------------------------------------------------------------------------------- | -------------------------------------------------------------------------------------- | -------------------------------------------------------------------------------------- |
| Individuell distansritt detaljer | Maria Mercedes Alvarez Ponton Nobby | Spanien | Mohd B. Rashid Al Maktoum Ciel Oriental                                                            | Förenade arabemiraten                                                                              | Hamdan Mohd Al Maktoum SAS Alexis                                                      | Förenade arabemiraten                                                                  |
| Lag distansritt detaljer         | Förenade Arabemiraten Hamdan Mohd Al Maktoum SAS Alexis Majid Mohd Al Maktoum Kangoo D'Aurabelle Sh Rashid Dalmook Al Maktoum Rukban Dikruhu Mmn | Förenade Arabemiraten Hamdan Mohd Al Maktoum SAS Alexis Majid Mohd Al Maktoum Kangoo D'Aurabelle Sh Rashid Dalmook Al Maktoum Rukban Dikruhu Mmn | Frankrike Sarah Chakil Sakalia Virginie Atger Azim du Florival Cecile Miletto Mosti Easy Fontnoire | Frankrike Sarah Chakil Sakalia Virginie Atger Azim du Florival Cecile Miletto Mosti Easy Fontnoire | Tyskland Gabriela Forster Priceless Gold Sabrina Arnold Beau ox Belinda Hitzler Shagar | Tyskland Gabriela Forster Priceless Gold Sabrina Arnold Beau ox Belinda Hitzler Shagar |

### Reining
| Gren                         | Guld | Guld | Silver | Silver | Brons | Brons |
| ---------------------------- | --- | --- | --- | --- | --- | --- |
| Individuell reining detaljer | Tom Mccuutcheon Gunners Special Nite                                                                                                   | USA | Craig Schmersal Mister Montana Nic                                                                                    | USA | Duane Latimer Dun Playin Tag | Kanada |
| Lag reining detaljer         | USA Tim Mcquay Hollywoodstinseltown Craig Schmersal Mister Montana Nic Tom Mccutcheon Gunners Special Nite Shawn Flarida RC Fancy Step | USA Tim Mcquay Hollywoodstinseltown Craig Schmersal Mister Montana Nic Tom Mccutcheon Gunners Special Nite Shawn Flarida RC Fancy Step | Belgien Jan Boogaerts Gumpy Grumpy BB Ann Poels Whizdom Shines Cira Baeck Peek a Boom Bernard Fonck BA Reckless Chick | Belgien Jan Boogaerts Gumpy Grumpy BB Ann Poels Whizdom Shines Cira Baeck Peek a Boom Bernard Fonck BA Reckless Chick | Italien Marco Ricotta Smart and Shiney Stefano Massignan Yellow Jersey Dario Carmignani Red Chic Peppy Nicola Brunelli Spat a Blue | Italien Marco Ricotta Smart and Shiney Stefano Massignan Yellow Jersey Dario Carmignani Red Chic Peppy Nicola Brunelli Spat a Blue |

### Voltige
| Gren                                | Guld          | Guld           | Silver      | Silver   | Brons            | Brons     |
| ----------------------------------- | ------------- | -------------- | ----------- | -------- | ---------------- | --------- |
| Individuell voltige herrar detaljer | Patric Looser | Schweiz        | Kai Vorberg | Tyskland | Nicolas Andreani | Frankrike |
| Individuell voltige damer detaljer  | Joanne Eccles | Storbritannien | Antje Hill  | Tyskland | Simone Wiegele   | Tyskland  |
| Lag voltige detaljer                | USA           | USA            | Tyskland    | Tyskland | Österrike        | Österrike |

### Paradressyr
| Gren                                     | Guld | Guld | Silver | Silver | Brons | Brons |
| ---------------------------------------- | --- | --- | --- | --- | --- | --- |
| Individuell paradressyr grad 1a detaljer | Sophie Christiansen Rivaldo of Berkeley                                                                          | Storbritannien                                                                                                   | Anne Dunham Teddy | Storbritannien | Emma Sheardown Purdy's Dream | Storbritannien |
| Individuell paradressyr grad 1b detaljer | Lee Pearson Gentlemen                                                                                            | Storbritannien                                                                                                   | Ricky Balshaw Academy Award | Storbritannien | Jens Lasse Dokkan Lacour | Norge |
| Individuell paradressyr grad 2 detaljer  | Petra van de Sande Toscane                                                                                       | Nederländerna | Britta Näpel Aquilina 3 | Tyskland | Caroline Cecilie Nielsen Rostorn's Hatim-Tinn | Danmark |
| Individuell paradressyr grad 3 detaljer  | Hannelore Brenner Women of the World                                                                             | Tyskland | Annike Lykke Dalskov Preussen Wind                                                                                              | Danmark | Sharon Jarvis Applewood Odorado | Australien |
| Individuell paradressyr grad 4 detaljer  | Sophie Wells Pinocchio                                                                                           | Storbritannien                                                                                                   | Frank Hosmar Tiesto | Nederländerna | Henrik Weber Sibbesen Rexton Royal | Danmark |
| Individuell kür grad 1a detaljer         | Emma Sheardown Purdy's Dream                                                                                     | Storbritannien                                                                                                   | Sophie Christiansen Rivaldo of Berkeley                                                                                         | Storbritannien | Anne Dunham Teddy | Storbritannien |
| Individuell kür grad 1b detaljer         | Lee Pearson Gentleman                                                                                            | Storbritannien                                                                                                   | Stinna Tange Kaastrup Labbenhus Snoevs                                                                                          | Danmark | Katja Karjakainen Rosie | Finland |
| Individuell kür grad 2 detaljer          | Angelika Dr. Trabert Ariva-Avanti                                                                                | Tyskland | Gert Bolmer Triumph | Nederländerna | Jo Pitt Estralita | Storbritannien |
| Individuell kür grad 3 detaljer          | Hannalore Brenner Women of the World                                                                             | Tyskland | Annika Lykke Dalskov Preussen Wind                                                                                              | Danmark | Sharon Jarvis Applewood Ordorado | Australien |
| Individuell kür grad 4 detaljer          | Sophie Wells Pinnocchio                                                                                          | Storbritannien                                                                                                   | Michele George FBW Rainman | Belgien | Frank Hosmar Tiesto | Nederländerna |
| Lag paradressyr detaljer                 | Storbritannien Sophie Christiansen Rivaldo of Berkeley Anne Dunham Teddy Lee Pearson Gentleman Jo Pitt Estralita | Storbritannien Sophie Christiansen Rivaldo of Berkeley Anne Dunham Teddy Lee Pearson Gentleman Jo Pitt Estralita | Tyskland Hannalore Brenner Women of the World Britta Näpel Aquilina 3 Juliane Theuring Empaque IV Angelika Trabert Ariva-Avanti | Tyskland Hannalore Brenner Women of the World Britta Näpel Aquilina 3 Juliane Theuring Empaque IV Angelika Trabert Ariva-Avanti | Danmark Annika Lykke Dalskov Preussen Wind Stinna Tange Kaastrup Labbenhus Snoevs Caroline Cecilie Nielsen Rostorn's Hatim-Tinn Henrik Weber Sibbesen Rexton Royal | Danmark Annika Lykke Dalskov Preussen Wind Stinna Tange Kaastrup Labbenhus Snoevs Caroline Cecilie Nielsen Rostorn's Hatim-Tinn Henrik Weber Sibbesen Rexton Royal |